# Martin Miller
Martin Miller (ur. 25 września 1997 w Tartu) – estoński piłkarz, reprezentant kraju.

## Kariera klubowa
Martin Miller jest wychowankiem Tartu JK Tammeka. Seniorską karierę zaczynał w JK Luunja. W 2015 wrócił do klubu Tartu JK Tammeka. Od 2017 jest zawodnikiem Flory Tallinn z którą: trzykrotnie zdobył Mistrzostwo Estonii (2017, 2019, 2020), raz Puchar Estonii (2020) oraz raz Superpuchar Estonii (2020).

## Kariera reprezentacyjna
Martin Miller reprezentował Estonię w różnych kategoriach wiekowych. W drużnie seniorskiej zadebiutował 23 listopada 2016 w wygranym 1:0 towarzyskim wyjazdowym meczu z Antiguą i Barbudą. Na dzień 3.12.2020 jego bilans reprezentacyjny to 13 meczów i 1 gol.

## Bramki w reprezentacji
| Nr | Data              | Obiekt                  | Przeciwnik | Bramka na | Rezultat | Zawody          |
| -- | ----------------- | ----------------------- | ---------- | --------- | -------- | --------------- |
| 1. | 19 listopada 2017 | Stadion Narodowy (Suva) | Fidżi      | 0–2       | 0–2      | Mecz towarzyski |